# It's You
«It's You» es una canción interpretada por el dúo de disc jockeys estado-canadienses Duck Sauce. Fue lanzado el 25 de junio de 2013, como descarga digital a través de iTunes. Contiene el sample de la canción de rockabilly «It's You» de los artistas Alan Sánchez y Bruce Patch.

## Video musical
El video musical fue dirigido por Phil Andelman. Muestra al dúo, Armand van Helden y A-Trak interpretando a unos peluqueros en una barbería desquiciada en donde bailan personas con peinados afros y mientras gira una bola de discoteca. El video fue nominado a los MTV Video Music Awards de 2013 en la categoría "Mejores efectos visuales" gracias al trabajo realizado por Royal Post.

## Lista de canciones y formatos
| Descarga digital |            |          |  |
| N.º              | Título     | Duración |  |
| 1.               | «It's You» | 2:45     |  |

| Descarga digital (Remixes) |                                    |          |  |
| N.º                        | Título                             | Duración |  |
| 1.                         | «It's You» (Ridiculous Mix)        | 3:55     |  |
| 2.                         | «It's You» (Chris Lake Remix)      | 4:42     |  |
| 3.                         | «It's You» (Gregor Salto Remix)    | 3:11     |  |
| 4.                         | «It's You» (LiL TExAS Remix)       | 2:57     |  |
| 5.                         | «It's You» (Pascal & Pearce Remix) | 5:02     |  |
| 6.                         | «It's You» (Suicide Kings Remix)   | 4:11     |  |
| 7.                         | «It's You» (DJ Snake Remix)        | 5:37     |  |

## Posicionamiento en listas

### Listas semanales
| Lista (2013)                                | Mejor posición |
| ------------------------------------------- | -------------- |
| Bélgica (Flandes) (Ultratip Bubbling Under) | 46             |
| Bélgica (Valonia) (Ultratip Bubbling Under) | 19             |
| Estados Unidos (Hot Dance Club Songs)       | 13             |
| Francia (SNEP)                              | 47             |
| Reino Unido (UK Dance Chart)                | 26             |